# Audrey Looten
Pour les articles homonymes, voir Looten.
Audrey Looten est une actrice française.

## Biographie
Formée à l'Acting Studio de Lyon et à l'École d’art dramatique de Charles Dullin, Audrey Looten décroche en 2008 son premier rôle à la télévision dans la série Paris, enquêtes criminelles dans laquelle elle a pour partenaire Vincent Perez  pendant deux saisons.
Au cinéma, elle joue avec Jean Rochefort dans Floride, avec Dany Boon dans Raid dingue et André Dussollier dans Adopte un veuf.
En 2015, Samuel Benchetrit remonte sa pièce Moins 2 au  Théâtre Hébertot et lui confie le rôle féminin aux côtés de Guy Bedos et de Pierre Magnan, performance saluée notamment par Le Figaro.
En 2018, l'actrice rejoint la série Demain nous appartient dans laquelle elle interprète Virginie Corkas,.

## Filmographie

### Cinéma
- 2004 : Bhai Bhai d’Olivier Klein, court-métrage
- 2005 : La Course du hérisson d’Anaïs Fleurent, court-métrage
- 2012 : Un bonheur n'arrive jamais seul de James Huth : Charlotte
- 2014 : Le Jeu de la vérité de François Desagnat : Géraldine
- 2014 : Depareille de Michaël Pierrard, court-métrage
- 2015 : Floride de Philippe Le Guay : Alice
- 2015 : Chic ! de Jérôme Cornuau
- 2016 : Raid dingue de Dany Boon : La vendeuse boutique robes
- 2016 : Adopte un veuf de François Desagnat : Valérie (Prix Spécial du Jury au Festival de l'Alpe d'Huez 2016)
- 2017 : Stars 80, la suite de Thomas Langmann : L'hôtesse de l'air
- 2018 : A Bloc de Hugues Espinasse, court-métrage

### Télévision
- 2008 : Paris, enquêtes criminelles : Mélanie Rousseau (saison 2 et 3)
- 2010 : Camping Paradis, épisode Coup de vent sur le camping : Charlotte Legrand
- 2012 : Hidden (en) de Niall MacCormick (en) : Jenifer Moscati
- 2013 : Julie Lescaut, épisode Mère et filles : Hélène Le Goal
- 2013 : Scènes de ménages, épisode Entre amis : Marie
- 2013 : RIS police scientifique, épisode Le revenant : Isabelle
- 2014 : The Cosmopolitans  de Whit Stillman : Marketa
- 2015 : Le Passager (mini-série), série de Jérôme Cornuau : Sophie
- 2016 : Crime à Martigues de Claude-Michel Rome : Catherine Saint-Florent
- 2017 : Camping Paradis, épisode Les mots du cœur : Julie
- 2018 - 2022 : Demain nous appartient, série : Virginie Corkas
- 2019 : Crime dans l'Hérault d'Éric Duret : Margot Fabre
- 2023 : Lupin : Elisabeth (saison 3)
- 2024 : Camping Paradis : Aurélie (saison 14, épisode 6)

### Web-série
- 2012 : Dooze de Matthieu Di Paolo et Juan-Sebastian Sotelo

### Doublage
- 2022 : La Unidad : voix additionnelles[5]

## Théâtre
- 2005 : Liliom de Ferenc Molnár, mis en scène par Pierre Terzian
- 2012 : Les Enfants de la honte de Catherine Locicero Courel, mis en scène par Frédéric de Verville
- 2015 : Moins 2 de et mis en scène par Samuel Benchetrit, Théâtre Hébertot